# Enguindo San Isidro
Enguindo San Isidro är en ort i Mexiko, tillhörande kommunen Jocotitlán i den nordvästra delen av delstaten Mexiko. Orten hade 318 invånare vid folkräkningen 2010.